# David Hall (governador do Delaware)
David Hall (4 de janeiro de 1752 - 18 de setembro de 1817) foi um político norte-americano que foi governador do estado do Delaware, no período de 1802 a 1805.